# Trippa alla fiorentina
La trippa alla fiorentina è un secondo piatto tipico della cucina fiorentina, molto gustoso nonostante gli ingredienti "poveri".

## Preparazione
Si prepara tagliando la trippa, già cotta e ben lavata, a striscioline e aggiungendola a un soffritto, già preparato, di cipolle. Alcuni preferiscono le cipolle bianche, altri rosse. Alcuni aggiungono anche carote, prezzemolo, sedani e uno spicchio di aglio tagliati a pezzetti. Si aggiungono poi, oltre al sale e pepe, dei pomodori pelati e si lascia cuocere a fuoco molto basso fino a far ritirare l'acqua della trippa e dei pomodori.
Si serve calda, spolverata, volendo, con parmigiano grattugiato e un filo d'olio di oliva.
Per dare maggior sostanza, il piatto può essere preparato aggiungendo alla trippa anche il lampredotto, ed altre interiora.